# 雅拉瓜里
20°08′31″S 54°23′56″W / 20.14194°S 54.39889°W
雅拉瓜里（葡萄牙語：Jaraguari），是巴西的城鎮，位於該國西部，由南馬托格羅索州負責管轄，始建於1953年12月12日，面積2,913平方公里，海拔高度589米，2010年人口6,341，人口密度每平方公里2.18人。